# 羽咋市

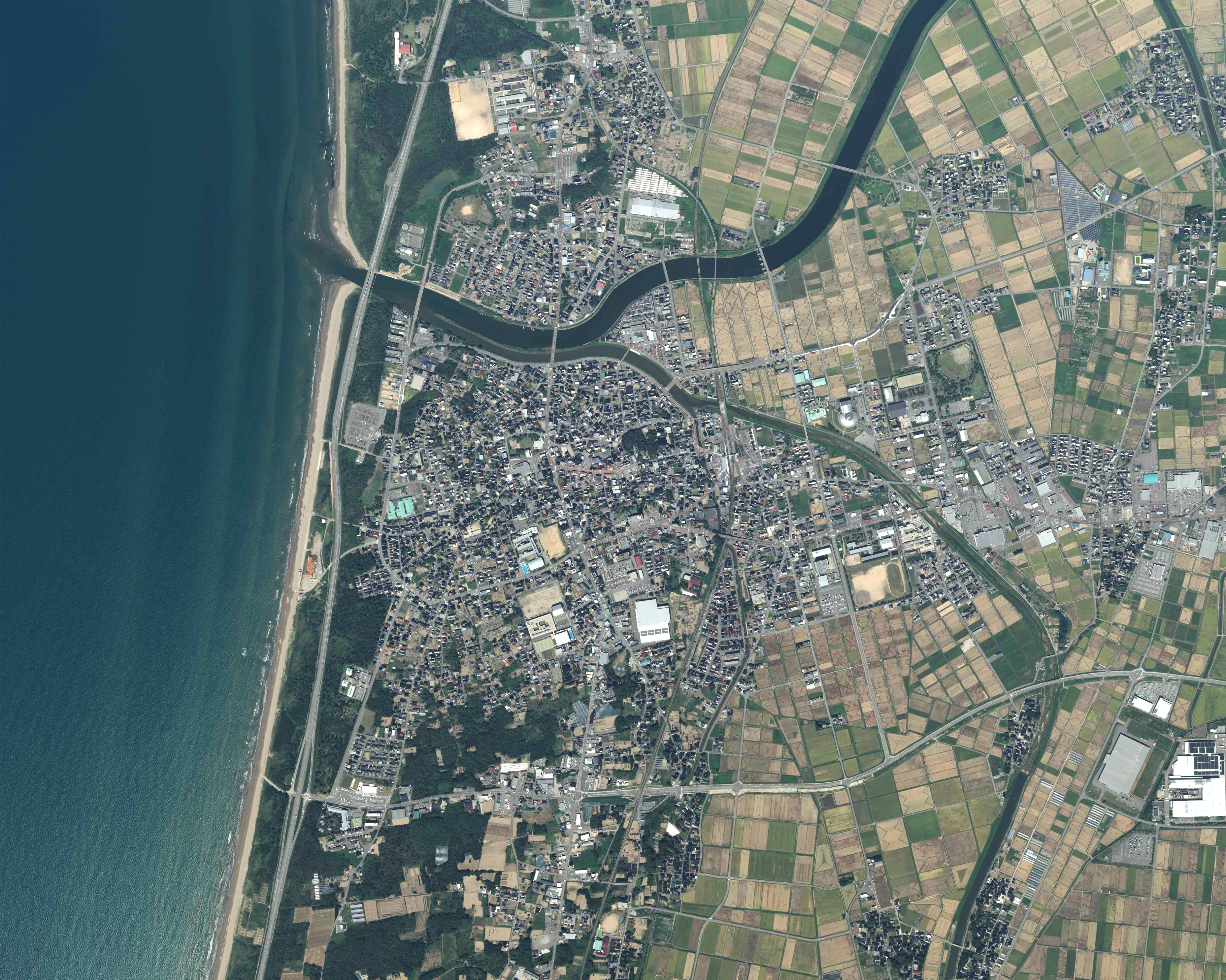
羽咋市中心部周辺の空中写真。中心部の西側に千里浜が南北に連なる。2019年8月9日撮影。。

羽咋市（はくいし）は、石川県の能登地方にある市。1958年（昭和33年）市制施行。

## 地理
市は能登半島の西の付根に位置し、七尾市に向かって延びる邑知潟地溝帯に沿って広がる。西は日本海に面し、千里浜と呼ばれる砂浜が南北に連なる。
東は富山県氷見市、北は羽咋郡志賀町、鹿島郡中能登町、南は羽咋郡宝達志水町とそれぞれ接する。

### 自然地理
- 山：碁石が峰
- 河川：羽咋川、子浦川
- 湖沼：邑知潟

### 気候
| 羽咋（1991年 - 2020年）の気候      | 羽咋（1991年 - 2020年）の気候 | 羽咋（1991年 - 2020年）の気候 | 羽咋（1991年 - 2020年）の気候 | 羽咋（1991年 - 2020年）の気候 | 羽咋（1991年 - 2020年）の気候 | 羽咋（1991年 - 2020年）の気候 | 羽咋（1991年 - 2020年）の気候 | 羽咋（1991年 - 2020年）の気候 | 羽咋（1991年 - 2020年）の気候 | 羽咋（1991年 - 2020年）の気候 | 羽咋（1991年 - 2020年）の気候 | 羽咋（1991年 - 2020年）の気候 | 羽咋（1991年 - 2020年）の気候 |
| 月                                 | 1月                           | 2月                           | 3月                           | 4月                           | 5月                           | 6月                           | 7月                           | 8月                           | 9月                           | 10月                          | 11月                          | 12月                          | 年                            |
| ---------------------------------- | ----------------------------- | ----------------------------- | ----------------------------- | ----------------------------- | ----------------------------- | ----------------------------- | ----------------------------- | ----------------------------- | ----------------------------- | ----------------------------- | ----------------------------- | ----------------------------- | ----------------------------- |
| 最高気温記録 °C （°F）             | 18.1 (64.6)                   | 21.9 (71.4)                   | 25.2 (77.4)                   | 29.9 (85.8)                   | 31.6 (88.9)                   | 34.4 (93.9)                   | 36.7 (98.1)                   | 39.6 (103.3)                  | 38.1 (100.6)                  | 32.3 (90.1)                   | 26.7 (80.1)                   | 22.1 (71.8)                   | 39.6 (103.3)                  |
| 平均最高気温 °C （°F）             | 6.8 (44.2)                    | 7.3 (45.1)                    | 10.7 (51.3)                   | 16.0 (60.8)                   | 21.0 (69.8)                   | 24.6 (76.3)                   | 28.4 (83.1)                   | 30.5 (86.9)                   | 26.6 (79.9)                   | 21.2 (70.2)                   | 15.5 (59.9)                   | 9.9 (49.8)                    | 18.2 (64.8)                   |
| 日平均気温 °C （°F）               | 3.5 (38.3)                    | 3.6 (38.5)                    | 6.5 (43.7)                    | 11.5 (52.7)                   | 16.6 (61.9)                   | 20.7 (69.3)                   | 24.8 (76.6)                   | 26.5 (79.7)                   | 22.4 (72.3)                   | 16.9 (62.4)                   | 11.3 (52.3)                   | 6.3 (43.3)                    | 14.2 (57.6)                   |
| 平均最低気温 °C （°F）             | 0.5 (32.9)                    | 0.2 (32.4)                    | 2.3 (36.1)                    | 7.1 (44.8)                    | 12.5 (54.5)                   | 17.4 (63.3)                   | 21.9 (71.4)                   | 23.1 (73.6)                   | 18.9 (66)                     | 12.8 (55)                     | 7.2 (45)                      | 2.8 (37)                      | 10.6 (51.1)                   |
| 最低気温記録 °C （°F）             | −6.5 (20.3)                   | −6.5 (20.3)                   | −4.5 (23.9)                   | −1.3 (29.7)                   | 3.1 (37.6)                    | 9.5 (49.1)                    | 15.3 (59.5)                   | 16.0 (60.8)                   | 9.4 (48.9)                    | 3.5 (38.3)                    | −0.1 (31.8)                   | −4.2 (24.4)                   | −6.5 (20.3)                   |
| 降水量 mm （inch）                 | 212.7 (8.374)                 | 129.6 (5.102)                 | 129.3 (5.091)                 | 122.5 (4.823)                 | 127.4 (5.016)                 | 156.4 (6.157)                 | 225.8 (8.89)                  | 188.7 (7.429)                 | 195.3 (7.689)                 | 153.1 (6.028)                 | 205.3 (8.083)                 | 264.6 (10.417)                | 2,110.7 (83.098)              |
| 平均降水日数 （≥1.0 mm）           | 23.7                          | 18.3                          | 15.8                          | 11.9                          | 10.6                          | 10.9                          | 12.3                          | 9.3                           | 11.7                          | 12.9                          | 16.9                          | 23.4                          | 177.8                         |
| 平均月間日照時間                   | 55.8                          | 90.8                          | 154.1                         | 194.5                         | 215.8                         | 171.7                         | 171.1                         | 219.5                         | 160.1                         | 157.2                         | 108.4                         | 62.2                          | 1,767.2                       |
| 出典1：Japan Meteorological Agency |                               |                               |                               |                               |                               |                               |                               |                               |                               |                               |                               |                               |                               |
| 出典2：気象庁                      |                               |                               |                               |                               |                               |                               |                               |                               |                               |                               |                               |                               |                               |

## 歴史

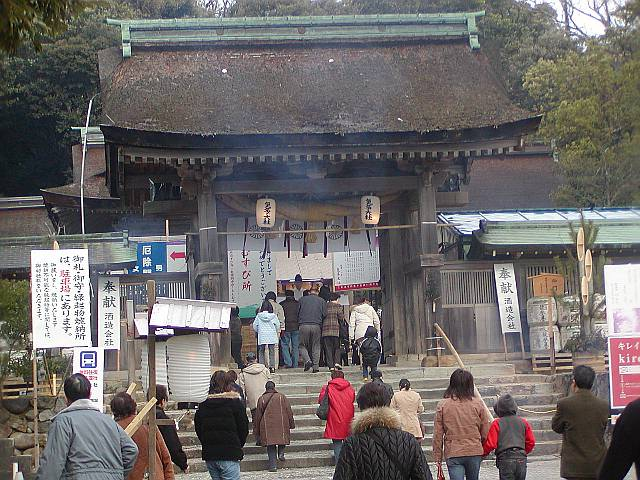
気多大社・神門（国の重要文化財）

古代の能登国羽咋郡の地であり、海浜の寺家集落に『延喜式』名神大社・能登国一ノ宮気多大社が鎮座する。寺家は7世紀から14世紀にかけての祭祀遺跡である「汀の正倉院」として有名な寺家遺跡でも名高い。また周辺には全長50メートルの山伏山古墳（前方後円墳）など古墳も多く、古代豪族・羽咋君に関わるとされる。
なお羽咋の地名の由来は垂仁天皇の皇子磐衝別命がこの辺の領民を苦しめていた怪鳥を退治し、このとき皇子の連れてきた3匹の犬が怪鳥の羽を食い破ったという伝説がもととなっているとされる。それが「羽喰」の地名が起こりであり、現在の「羽咋」になったのではないかと伝えられる。

### 沿革
- 1889年（明治22年）4月1日 町村制の施行により、羽咋郡羽咋町を設置する。
- 1954年（昭和29年）11月3日 羽咋郡羽咋町、粟ノ保村、富永村、一ノ宮村、越路野村、千里浜村及び上甘田村を廃し、その区域及び下甘田村字上中山の区域をもって羽咋郡羽咋町を設置する。
- 1955年（昭和30年）8月10日 羽咋郡羽咋町字犱谷（くるみだに）の区域を羽咋郡高浜町に編入する。羽咋郡羽咋町旧字犱谷の区域を字甘田に設定する。
- 1956年（昭和31年）9月30日 羽咋郡羽咋町、邑知町、鹿島郡鹿島路村及び余喜村を廃し、その区域をもって羽咋町を設置する。羽咋町が属すべき郡の区域を羽咋郡とする。
- 1958年（昭和33年）7月1日 羽咋郡羽咋町を羽咋市とする[2]。

2005年には押水町及び志雄町（現・宝達志水町）との1市2町合併を目指していたが、実現には至らなかった。
- 2014年（平成26年）3月31日 過疎地域に指定される[3]。

## 人口
| |                                        |  |
| 羽咋市と全国の年齢別人口分布（2005年） | 羽咋市の年齢・男女別人口分布（2005年） |  |
| ■紫色 ― 羽咋市 ■緑色 ― 日本全国 | ■青色 ― 男性 ■赤色 ― 女性              |  |
| 羽咋市（に相当する地域）の人口の推移 \| 1970年（昭和45年） \| 28,530人 \| \| \| 1975年（昭和50年） \| 28,726人 \| \| \| 1980年（昭和55年） \| 28,784人 \| \| \| 1985年（昭和60年） \| 28,789人 \| \| \| 1990年（平成2年） \| 27,517人 \| \| \| 1995年（平成7年） \| 26,502人 \| \| \| 2000年（平成12年） \| 25,541人 \| \| \| 2005年（平成17年） \| 24,517人 \| \| \| 2010年（平成22年） \| 23,032人 \| \| \| 2015年（平成27年） \| 21,729人 \| \| \| 2020年（令和2年） \| 20,407人 \| \| |                                        |  |
| 総務省統計局 国勢調査より |                                        |  |
| 1970年（昭和45年） | 28,530人                               |  |
| 1975年（昭和50年） | 28,726人                               |  |
| 1980年（昭和55年） | 28,784人                               |  |
| 1985年（昭和60年） | 28,789人                               |  |
| 1990年（平成2年） | 27,517人                               |  |
| 1995年（平成7年） | 26,502人                               |  |
| 2000年（平成12年） | 25,541人                               |  |
| 2005年（平成17年） | 24,517人                               |  |
| 2010年（平成22年） | 23,032人                               |  |
| 2015年（平成27年） | 21,729人                               |  |
| 2020年（令和2年） | 20,407人                               |  |

## 行政

### 市長
- 岸博一（2020年11月1日就任、2期目）

| 歴代羽咋町長（1889年 - 1954年） | 歴代羽咋町長（1889年 - 1954年） | 歴代羽咋町長（1889年 - 1954年） | 歴代羽咋町長（1889年 - 1954年） | 歴代羽咋町長（1889年 - 1954年） | 歴代羽咋町長（1889年 - 1954年） |
| 代                              | 人                              | 氏名                            | 就任                            | 退任                            | 備考                            |
| ------------------------------- | ------------------------------- | ------------------------------- | ------------------------------- | ------------------------------- | ------------------------------- |
| 1                               | 1                               | 小倉健蔵                        | 1889年（明治22年）5月21日       | 1889年（明治22年）5月25日       |                                 |
| 2                               | 2                               | 和田次郎三郎                    | 1889年（明治22年）6月7日        | 1889年（明治22年）11月8日       |                                 |
| 3                               | 3                               | 松井八三郎                      | 1889年（明治22年）12月18日      | 1893年（明治26年）12月18日      |                                 |
| 4                               | 3                               | 松井八三郎                      | 1894年（明治27年）4月18日       | 1896年（明治29年）4月18日       |                                 |
|                                 |                                 | 樺木則保                        | 1896年（明治29年）2月22日       | 1896年（明治29年）5月12日       | 職務管掌                        |
| 5                               | 4                               | 寺島脩作                        | 1896年（明治29年）5月12日       | 1898年（明治31年）6月10日       |                                 |
|                                 | 5                               | 和田吉郎兵衛                    | 1898年（明治31年）6月30日       | 1898年（明治31年）9月24日       | 臨時代理                        |
| 6                               | 5                               | 和田吉郎兵衛                    | 1898年（明治31年）9月24日       | 1902年（明治35年）8月31日       |                                 |
|                                 | 5                               | 和田吉郎兵衛                    | 1902年（明治35年）9月24日       | 1902年（明治35年）10月20日      | 臨時代理                        |
| 7                               | 5                               | 和田吉郎兵衛                    | 1902年（明治35年）10月20日      | 1904年（明治37年）8月17日       |                                 |
| 8                               | 6                               | 山崎峻雄                        | 1904年（明治37年）9月1日        | 1907年（明治40年）8月22日       |                                 |
|                                 |                                 | 中田毅                          | 1908年（明治41年）3月20日       | 1908年（明治41年）3月31日       | 職務管掌                        |
| 9                               | 7                               | 角尾於菟次郎                    | 1908年（明治41年）3月31日       | 1912年（明治45年）3月29日       |                                 |
| 10                              | 7                               | 角尾於菟次郎                    | 1912年（明治45年）4月10日       | 1912年（大正元年）8月21日       |                                 |
| 11                              | 8                               | 本多佐吉郎                      | 1913年（大正2年）1月7日         | 1917年（大正6年）1月25日        |                                 |
| 12                              | 8                               | 本多佐吉郎                      | 1917年（大正6年）1月25日        | 1917年（大正6年）10月1日        |                                 |
| 13                              | 9                               | 若狭羊太郎                      | 1920年（大正9年）8月30日        | 1924年（大正13年）8月29日       | 佐兵衛に改名                    |
| 14                              |                                 | 若狭佐兵衛                      | 1924年（大正13年）9月13日       | 1928年（昭和3年）9月12日        |                                 |
| 15                              | 10                              | 小倉小太郎                      | 1928年（昭和3年）2月6日         | 1931年（昭和6年）1月22日        |                                 |
|                                 |                                 | 中田覚重                        | 1931年（昭和6年）1月23日        | 1931年（昭和6年）2月2日         | 職務管掌                        |
| 16                              | 11                              | 釜谷七太郎                      | 1931年（昭和6年）2月2日         | 1935年（昭和10年）2月1日        |                                 |
| 17                              | 11                              | 釜谷七太郎                      | 1935年（昭和10年）2月           | 1938年（昭和13年）4月30日       |                                 |
| 18                              | 12                              | 寺島他男造                      | 1938年（昭和13年）5月17日       | 1942年（昭和17年）5月16日       |                                 |
| 19                              | 13                              | 山森石太郎                      | 1942年（昭和17年）5月17日       | 1946年（昭和21年）5月16日       |                                 |
| 20                              | 14                              | 貫伝松                          | 1947年（昭和22年）4月6日        | 1949年（昭和24年）8月11日       |                                 |
| 21                              | 15                              | 坂本長ェ右門                    | 1949年（昭和24年）10月10日      | 1952年（昭和27年）10月7日       |                                 |
| 22                              | 16                              | 本多六郎                        | 1952年（昭和27年）10月25日      | 1954年（昭和29年）11月2日       |                                 |
| 歴代羽咋町長（1954年 - 1956年） |                                 |                                 |                                 |                                 |                                 |
| 代                              | 人                              | 氏名                            | 就任                            | 退任                            | 備考                            |
|                                 |                                 | 本多六郎                        | 1954年（昭和29年）11月3日       | 1954年（昭和29年）12月7日       | 町長職務執行者                  |
| 1                               | 1                               | 西外居                          | 1954年（昭和29年）12月7日       | 1956年（昭和31年）9月29日       |                                 |
| 歴代羽咋町長（1956年 - 1958年） |                                 |                                 |                                 |                                 |                                 |
| 代                              | 人                              | 氏名                            | 就任                            | 退任                            | 備考                            |
|                                 |                                 | 西外居                          | 1956年（昭和31年）9月30日       | 1956年（昭和31年）10月24日      | 町長職務執行者                  |
| 1                               | 1                               | 上井彦之焏                      | 1956年（昭和31年）11月1日       | 1958年（昭和33年）6月30日       |                                 |
| 歴代羽咋市長（1958年 - ）       |                                 |                                 |                                 |                                 |                                 |
| 代                              | 人                              | 氏名                            | 就任                            | 退任                            | 備考                            |
| 1                               | 1                               | 上井彦之焏                      | 1958年（昭和33年）7月1日        | 1960年（昭和35年）10月31日      |                                 |
| 2                               | 1                               | 上井彦之焏                      | 1960年（昭和35年）11月1日       | 1964年（昭和39年）10月31日      |                                 |
| 3                               | 1                               | 上井彦之焏                      | 1964年（昭和39年）11月1日       | 1968年（昭和43年）10月31日      |                                 |
| 4                               | 2                               | 西橋義一                        | 1968年（昭和43年）11月1日       | 1972年（昭和47年）10月31日      |                                 |
| 5                               | 3                               | 本吉二六                        | 1972年（昭和47年）11月1日       | 1976年（昭和51年）10月31日      |                                 |
| 6                               | 3                               | 本吉二六                        | 1976年（昭和51年）11月1日       | 1980年（昭和55年）10月31日      |                                 |
| 7                               | 3                               | 本吉二六                        | 1980年（昭和55年）11月1日       | 1984年（昭和59年）10月31日      |                                 |
| 8                               | 3                               | 本吉二六                        | 1984年（昭和59年）11月1日       | 1988年（昭和63年）10月31日      |                                 |
| 9                               | 4                               | 塩谷一雄                        | 1988年（昭和63年）11月1日       | 1992年（平成4年）10月31日       |                                 |
| 10                              | 4                               | 塩谷一雄                        | 1992年（平成4年）11月1日        | 1996年（平成8年）10月31日       |                                 |
| 11                              | 5                               | 本吉達也                        | 1996年（平成8年）11月1日        | 2000年（平成12年）10月31日      |                                 |
| 12                              | 5                               | 本吉達也                        | 2000年（平成12年）11月1日       | 2004年（平成16年）10月31日      |                                 |
| 13                              | 6                               | 橋中義憲                        | 2004年（平成16年）11月1日       | 2008年（平成20年）10月31日      |                                 |
| 14                              | 7                               | 山辺芳宣                        | 2008年（平成20年）11月1日       | 2012年（平成24年）10月31日      |                                 |
| 15                              | 7                               | 山辺芳宣                        | 2012年（平成24年）11月1日       | 2016年（平成28年）10月31日      |                                 |
| 16                              | 7                               | 山辺芳宣                        | 2016年（平成28年）11月1日       | 2020年（令和2年）10月31日       |                                 |
| 17                              | 8                               | 岸博一                          | 2020年（令和2年）11月1日        | 2024年（令和6年）10月31日       |                                 |
| 18                              | 8                               | 岸博一                          | 2024年（令和6年）11月1日        | 現職                            |                                 |

市長選挙結果
- 第1回 - 1956年11月1日：投票率87.23%(前述の「大羽咋町」の町長選挙として実施)
  - 上井彦之焏(元冨永村長)：8,534票、西外居(羽咋町長):6,584票
- 第2回 - 1960年10月2日：投票率/%
  - 上井彦之焏：無投票
- 第3回 - 1964年10月5日：投票率60.65%
  - 上井彦之焏：6,734票、疋島忠順:4,236票
- 第4回 - 1968年10月20日：投票率92.24%
  - 西橋義一：8,731票、岩田一朗:8,221票
- 第5回 - 1972年10月15日：投票率93.80%
  - 本吉二六：10,867票、稲村建男:7,235票
- 第6回 - 1976年：投票率/%
  - 本吉二六：無投票
- 第7回 - 1980年：投票率/%
  - 本吉二六：無投票
- 第8回 - 1984年10月7日：投票率93.43%
  - 本吉二六：11,225票、酒井甚市:8,008票
- 第9回 - 1988年：投票率88.86%
  - 塩谷一雄：11,183票、本吉奨:7,113票
- 第10回 - 1992年：投票率/%
  - 塩谷一雄：無投票
- 第11回 - 1996年：投票率84.10%
  - 本吉達也：9,359票、塩谷一雄:8,391票
- 第12回 - 2000年：投票率/%
  - 本吉達也：無投票
- 第13回 - 2004年：投票率82.38%
  - 橋中義憲：8,645票、本吉達也：8,442票
- 第14回 - 2008年10月5日：投票率77.44%
  - 山辺芳宣：8,135票、橋中義憲：7,479票
- 第15回 - 2012年10月7日：投票率80.51%
  - 山辺芳宣：8,362票、山本泰夫：7,314票
- 第16回 - 2016年10月2日：投票率75.81%
  - 山辺芳宣：7,528票､岸博一：7,017票
- 第17回 - 2020年10月4日：投票率74.62%
  - 岸博一：6,835票、備後克則：6,658票
- 第18回[4] - 2024年10月6日：投票率70.28%
  - 岸博一：7,446票、本吉典子：4,504票

## 議会

### 市議会
- 定数：14人
- 任期：2021年9月30日 - 2025年9月29日

### 石川県議会
- 選挙区：羽咋市羽咋郡南部選挙区
- 定数：1人（2023年に2人→1人に削減）
- 任期：2023年4月30日 - 2027年4月29日
- 当日有権者数：28,127人
- 投票率：67.94％

| 候補者名 | 当落 | 年齢 | 党派名     | 新旧別 | 得票数  |
| -------- | ---- | ---- | ---------- | ------ | ------- |
| 稲村建男 | 当   | 79   | 自由民主党 | 現     | 9,530票 |
| 本吉淨与 | 落   | 43   | 無所属     | 現     | 9,326票 |

### 衆議院
- 選挙区：石川3区 （七尾市、輪島市、珠洲市、羽咋市、かほく市、津幡町、内灘町、志賀町、宝達志水町、中能登町、穴水町、能登町）
- 任期：2024年10月27日 - 2028年10月26日
- 投票日：2024年10月27日
- 当日有権者数：230,800人
- 投票率：62.50％

| 当落 | 候補者名 | 年齢 | 所属党派   | 新旧別 | 得票数   | 重複 |
| ---- | -------- | ---- | ---------- | ------ | -------- | ---- |
| 当   | 近藤和也 | 50   | 立憲民主党 | 前     | 77,247票 | ○    |
| 比当 | 西田昭二 | 55   | 自由民主党 | 前     | 61,308票 | ○    |
|      | 南章治   | 69   | 日本共産党 | 新     | 3,438票  |      |

## 経済

### 産業
主な事業所
- EIZOエムエス
- NTN羽咋製作所
- 久世ベローズ工業所羽咋工場
- 創和テキスタイル（東レの関連企業）
- 日本ロバロ羽咋工場（ドイツのティッセンクルップのグループ会社）
- ハクイ村田製作所
- 八幡（石川県内にて飲食店をチェーン展開）
- 福井鋲螺能登工場
- 北陸モンベル（アウトドア用品の製造）

## 姉妹都市・提携都市

### 国内
- 藤岡市（群馬県）
  - 1986年8月姉妹都市提携

### 海外
- 通州区 (南通市)（中華人民共和国 江蘇省）
  - 2001年5月22日友好都市提携

## 地域

### 警察
- 羽咋警察署（石川県警察）
  - 飯山駐在所
  - 一ノ宮駐在所
  - 大町駐在所

### 消防
- 羽咋郡市広域圏事務組合
  - 羽咋消防署

#### 国の行政機関
- 厚生労働省
  - 石川労働局
    - 七尾公共職業安定所
      - 羽咋出張所（南中央町）

### 医療
- 公立羽咋病院（羽咋郡市広域圏事務組合）

### 教育

#### 高等学校
- 石川県立羽咋高等学校
- 石川県立羽咋工業高等学校
- 石川県立羽松高等学校

#### 中学校
- 羽咋市立邑知中学校
- 羽咋市立羽咋中学校

#### 小学校
- 羽咋市立粟ノ保小学校
- 羽咋市立邑知小学校
- 羽咋市立西北台小学校
- 羽咋市立羽咋小学校
- 羽咋市立瑞穂小学校
- 羽咋市立余喜小学校

## 交通

### 鉄道
- 西日本旅客鉄道七尾線：南羽咋駅 - 羽咋駅 - 千路駅
- 中心となる駅：羽咋駅

### 道路
- 高速道路
  - のと里山海道：千里浜IC - 柳田IC
- 一般国道
  - 国道159号
    - 鹿島バイパス - 羽咋道路（未開通）

  - 国道249号
  - 国道415号
    - 羽咋バイパス

  - 国道471号（市内では全区間、国道249号と重複）
- 都道府県道
  - 主要地方道
    - 石川県道2号七尾羽咋線
    - 富山県道・石川県道29号高岡羽咋線
    - 石川県道60号金沢田鶴浜線（のと里山海道）

  - 一般県道
    - 石川県道129号滝港線
    - 石川県道232号若部千里浜インター線
    - 石川県道233号羽咋田鶴浜線
    - 石川県道234号函屋酒井線
    - 石川県道305号所司原神子原線

  - 独立専用自歩道
    - 石川県道60号金沢田鶴浜線・能登海浜自転車道
    - 石川県道293号羽咋巌門自転車道線

### 船舶
- 滝港（地方港湾）
  - 滝港マリーナ

### バス
- 北鉄能登バス
- るんるんバス（羽咋市コミュニティバス）

## 観光

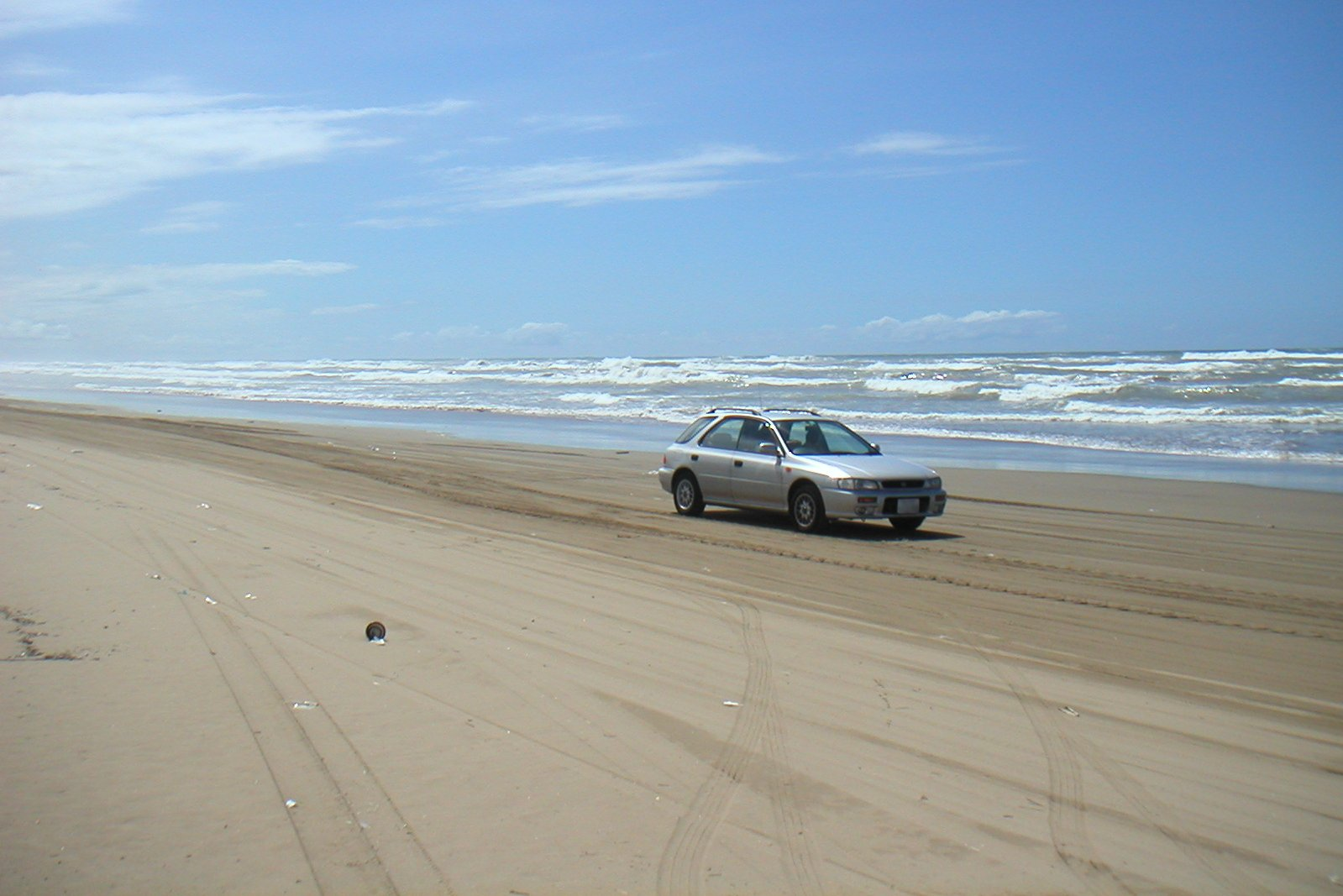
千里浜なぎさドライブウェイ

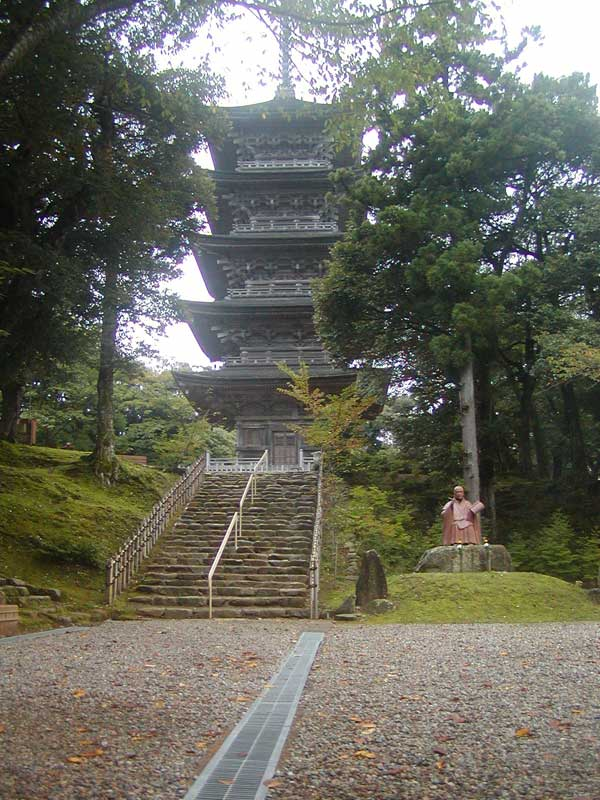
妙成寺・五重塔（国の重要文化財）

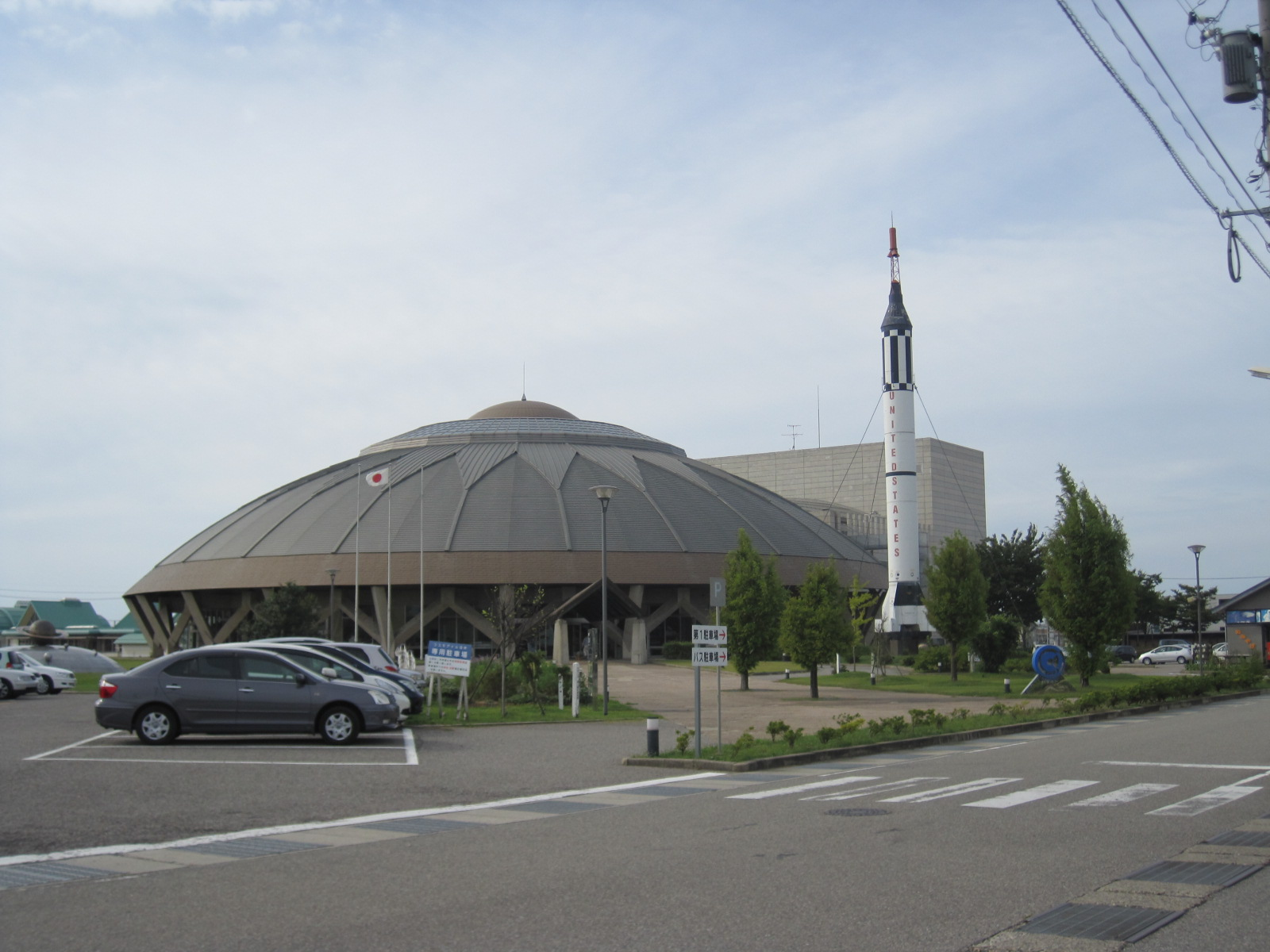
コスモアイル羽咋

### 名所
- 千里浜なぎさドライブウェイ
- 長手島
- 柴垣海岸
- 擬音の彫刻（羽咋駅前）[5]

### 史跡・旧跡
- 気多大社 - 能登国一宮
- 妙成寺
- 永光寺
- 正覚院
- 碧流寺
- 羽咋神社 - 日本三大辻の1つ（他2つは群馬県藤岡市の土師神社、大阪府の住吉神社）
- 唐戸山相撲場
- 羽咋七塚 - 垂仁天皇皇子・磐衝別命ゆかりの7つの古墳・塚

### 祭礼
- 鵜祭り（国の重要無形民俗文化財）
- 唐戸山神事相撲（垂仁天皇の皇子磐衝別命の命日をしのび、相撲大会をしたことが始まりだと伝えられる）
- 千里浜砂まつり
- 羽咋まつり

### 施設
- コスモアイル羽咋（宇宙科学博物館）
- 羽咋市歴史民俗資料館
- ユーフォリア千里浜（千里浜温泉郷）
- 朱鷺の台カントリークラブ

### 道の駅
- 道の駅のと千里浜

### 名産品
- スイカ
- リンゴ
- 天然岩牡蠣
- 大社焼
- 神子原米 - ローマ法王に献上されたことで有名

### UFOのまち
地域おこしとして「UFOのまち」をアピールしている。コスモアイル羽咋にロズウェル事件などUFOにまつわる展示が、羽咋駅前にはUFOのオブジェがある。十数軒の飲食店が空飛ぶ円盤や宇宙人を模した「UFO料理」を出している。きっかけとなったのは、テレビでUFO番組が多く放映されていた1980年代半ばに、羽咋青年ミステリークラブが開いたUFO展。地元に伝わる「そうはちぼん」という飛行物体の伝説もUFOに結び付けられている。

## 羽咋市を舞台とした作品

### 文学作品
- 春のことぶれ（折口信夫）
- マアジナル（田口ランディ）

### 映画
- 男はつらいよ 寅次郎心の旅路 - エピローグにおける啖呵売の舞台となった[7]。
- 地球星人(エイリアン)は空想する - 同市を舞台にUFOにまつわる事件(エイリアンアブダクション)を展開していく。

### テレビドラマ
- ナポレオンの村 - 羽咋市で起きた出来事を一部フィクション化したうえで、架空の村に移し替えて放送。

## 著名な出身者
- 稲村佐近四郎（政治家、元衆議院議員）
- 上野晃（フリーアナウンサー）
- 折口春洋（国文学者）
- 西村忠兵衛（実業家）
- 芝田勝茂（児童文学作家）
- 滝口れもん（漫画家）
- 野村直吉（探検家、白瀬矗南極探検隊の船長）
- 松本筑峯（書家）
- 宮崎謙吉（医師）
- 向江璋悦（法学者）
- 山崎雲山（書家、画家）
- 米沢外秋（実業家、米沢電気工事創業者）
- 雷電震右衛門（明治初期の力士、「能登雷電」の異名をとる）
- 村本義雄（石川県トキスーパーバイザー）
- 高野誠鮮（スーパー公務員）
- 諏訪綾子（アーティスト）
- 西多昌規（精神科医）
- 深井拓斗（大相撲力士）[8][9]
- 北卓也（バスケットボール選手・指導者。川崎ブレイブサンダース初代ゼネラルマネージャー）
- 山田恭（アーティスト）
- 新田雅史(柔道家)